# Bacchisa assamensis
Bacchisa assamensis là một loài bọ cánh cứng trong họ Cerambycidae.